# Пестерево
Песте́рево (рос. Пестерево) — присілок у складі Варгашинського району Курганської області, Росія. Входить до складу Варгашинської селищної ради.
Населення — 43 особи (2010, 27 у 2002).